# 2007-es magyar vívóbajnokság
A 2007-es magyar vívóbajnokság a százkettedik magyar bajnokság volt. A bajnokságot december 14. és 15. között rendezték meg Gödöllőn.

## Eredmények
| Versenyszám          | Arany                     | Arany | Ezüst                      | Ezüst | Bronz                                      | Bronz |
| -------------------- | ------------------------- | ----- | -------------------------- | ----- | ------------------------------------------ | ----- |
| Férfi tőrvívás       | Berjozkin Anton Csata DSE |       | Szabados Gábor Csata DSE   |       | Gátai Róbert MTKHuszka Zsombor Csata DSE   |       |
| Férfi párbajtőrvívás | Szényi Péter MTK          |       | Peterdi András Pécsi EAC   |       | Bartos Bálint Fless VKImre Géza Bp. Honvéd |       |
| Férfi kardvívás      | Nagy Pál Vasas SC         |       | Decsi Tamás BSE            |       | Gémesi Csanád Gödöllői EACKósa Miklós BSE  |       |
| Női tőrvívás         | Knapek Edina Bp. Honvéd   |       | Varga Gabriella Bp. Honvéd |       | Berta Adrienn Bp. HonvédMohamed Aida MTK   |       |
| Női párbajtőrvívás   | Szász Emese Bp. Honvéd    |       | Mincza-Nébald Ildikó MTK   |       | Kiskapusi Dóra MTKTakács Emese MTK         |       |
| Női kardvívás        | Pető Réka Vasas SC        |       | Nagy Orsolya Újpesti TE    |       | Minda Szilvia Újpesti TESóti Anna BSE      |       |